# Pinin Carpi
Giuseppe Carpi de Resmini, meglio noto come Pinin Carpi (Milano, 11 luglio 1920 – Milano, 31 dicembre 2004), è stato uno scrittore, illustratore e poeta italiano.

## Biografia
Pinin Carpi nacque nel 1920 a Milano da una famiglia di artisti. Figlio del pittore Aldo Carpi e fratello del musicista Fiorenzo, cominciò sin da bambino a scrivere e a illustrare storie, confezionando veri e propri libri con forbici e colla. Del 1968 è il suo primo romanzo per l'infanzia pubblicato, Cion Cion Blu.
I suoi libri inizialmente sono illustrati da altri, finché Gianna Vitali, libraia e esperta di letteratura per ragazzi, cofondatrice della Libreria dei Ragazzi di Milano con il marito Roberto Denti non gli chiese una dedica, che Pinin accompagnò con un acquarello. Dal 1972 con Le avventure di Lupo Uragano cominciò l'esperienza di illustratore, a lungo affiancato dalla moglie Marilena Rescaldani.
Di Pinin Carpi sono anche una serie di libri per avvicinare i bambini all'arte: in particolare lavora su artisti come Paul Klee, Vincent van Gogh, Théodore Rousseau, Henri Matisse. A queste fiabe si aggiungono Alla scoperta dell'arte e l'enciclopedia “antienciclopedica” Il Mondo dei bambini. Curò inoltre la pubblicazione del "diario di Gusen" del padre Aldo Carpi.
Nel 1992 vinse il Premio Cento per La zia corsara.
Lo stile inconfondibile di Pinin Carpi prevede, per usare le parole di Rolando Bellini, «una simultaneità di eventi, pittorici, grafici, pittografici e segnici, che bene corrispondono alla sincronica crescita del testo scritto».
(Pinin Carpi)

## Opere

### Romanzi e racconti
- Cion Cion Blu, Illustrazioni di Iris de Paoli, Milano, Garzanti, 1968
- Il paese dei maghi, Illustrazioni di Alberto Longoni, Milano, Vallardi, 1974
- Le avventure di Lupo Uragano, Milano, Vallardi, 1975
- Fratello mare, Fotografie di Folco Quilici, Milano, Emme Edizioni, 1975
- Susanna e il soldato, Milano, Vallardi, 1977
- La bambina che non voleva andare a dormire, Trieste, E. Elle, 1981
- Nuove avventure di Lupo Uragano, Milano, Vallardi, 1981
- Il libro per scrivere le lettere, Trieste, E. Elle, 1981
- Il papà mangione e altre storie dei miei bambini, Milano, Vallardi, 1983
- Le lanterne degli gnomi, Roma, Nuove Edizioni Romane, 1985
- Dietro la porta d'oro, Milano, Vallardi, 1987
- La gallina bianca e i due gatti, Illustrazioni di Marilena Rescaldani, Trieste, E. Elle, 1988
- La banda del cane randagio, Illustrazioni di Marilena Rescaldani, Roma, Nuove Edizioni Romane, 1989
- Il libro delle storie corte, Illustrazioni di Marilena Rescaldani e dell'autore, Roma, Nuove Edizioni Romane, 1993
- Il porto della magia. Una storia irlandese, Illustrazioni fotografiche di Paolo Carpi, Giunti Marzocco, 1993
- L'uccellino folletto, Illustrazioni di Marilena Rescaldani, Bologna, Ed. Paolo Panini Ragazzi, 1995
- La storia della gatta che aveva tanti micini, Illustrazioni di Marilena Rescaldani, Fondazione Cariplo per le iniziative e lo studio sulla multietnicità, ISMU, 1995
- A scuola di energia, Illustrazioni di Marilena Rescaldani, Snam per la scuola, 1996
- Il mare in fondo al bosco, Einaudi ragazzi "Lo scaffale d'oro", Trieste, E. Elle, 1997
- Il grande libro delle storie fantastiche (Raccolta di quattro libri della serie Le fiabe fantastiche di Pinin Carpi: La minestra di cioccolata, L'astronave azzurra, La zia corsara, Il fantasma che aveva paura dei fantasmi), Giunti Marzocco, 1998
- La notte dei lupi, Einaudi ragazzi, Trieste, E. Elle, 1999
- La regina delle fate, Einaudi ragazzi, Trieste, E. Elle, 2000
- Il pirata sbruffo e altre storie, Illustrazioni di Desideria Guicciardini e Marilena Rescaldani, Casale Monferrato, Edizioni Piemme "Il battello a vapore", 2006

### Serie dei romanzi della "Grande luna"
- Il parco della grande luna, Illustrazioni di Marilena Rescaldani, Milano, Vallardi, 1985
- I lupi di mare della grande Luna, Illustrazioni di Marilena Rescaldani, Milano, Vallardi, 1992
- Il volo della grande luna, Illustrazioni di Marilena Rescaldani, Milano, Vallardi, 1994

### Serie dei romanzi di "Mauro e il leone"
- Mauro e il leone, Milano, Mondadori, 1985
- Mauro e il leone sulla cima del mondo, Milano, Mondadori, 1986
- Mauro e il leone nel grande mare, Milano, Mondadori, 1987

### Serie dei racconti "Le fiabe fantastiche di Pinin Carpi"
- L'uomo che faceva paura e altre storie di briganti, Giunti Marzocco, 1990
- L'astronave azzurra e altre storie galattiche e extragalattiche, Illustrazioni dell'autore e di Marilena Rescaldani, Giunti Marzocco, 1990
- La zia corsara e altre storie insensate, Illustrazioni dell'autore e di Marilena Rescaldani, Giunti Marzocco, 1991
- La minestra di cioccolata e altre storie di mangiate e di mangioni, Illustrazioni dell'autore e di Marilena Rescaldani, Giunti Marzocco, 1992
- Il vagabondo del mondo e altre storie in cerca di fortuna, Illustrazioni dell'autore e di Marilena Rescaldani, Giunti Marzocco, 1992
- Il fantasma che aveva paura dei fantasmi e altre storie da ridere per la paura, Illustrazioni dell'autore e di Marilena Rescaldani, Giunti Marzocco, 1994

### Serie dei racconti "L'arte per i bambini"
- Klee. L'isola dei quadrati magici. Viaggio avventuroso di un marinaio nel paese fantastico di Paul Klee, Illustrato con 27 opere, Milano, Vallardi, 1973
- Van Gogh. La notte stellata. Una lunga passeggiata nelle campagne dipinte da Van Gogh, Illustrato con 25 opere, Milano, Vallardi, 1973
- Rousseau. La zingara della giungla. Una storia di belve e di magie nelle foreste vergini dipinte da Henri Rousseau, Illustrato con 18 opere, Milano, Vallardi, 1974
- Matisse. Le finestre del sole. Sette storie per le finestre dipinte di Henri Matisse, Illustrato con 25 opere, Milano, Vallardi, 1975
- Nolde. La collana di pietre blu. Una fiaba di fiamme e di campi, di vento e di mare nata dai colori di Emil Nolde, Illustrato con 28 opere, Milano, Vallardi, 1978
- Goya. Il gioco dei giganti. Fra le guerre e le feste, gli innamorati e le streghe, i bambini e i giganti del mondo di Francisco Goya, Illustrato con 47 opere, Milano, Vallardi, 1981
- Canaletto. Il ponte del Paradiso. Un'avventura che salta e che balla sui ponti, nelle calli e sui rii di Venezia dipinti dal Canaletto, Illustrato con 43 opere e 4 fotografie, Milano, Vallardi, 1984
- Vermeer. Il silenzio abitato delle case. Una storia che va e va nei segreti delle stanze e delle stradine quiete, ora silenziose ora mormoranti, delle case di Delft dipinte da Jan Vermeer, Illustrato con 31 opere e 1 fotografia, Milano, Vallardi, 1993

### Poesie
- Nel bosco del mistero. Poesie, cantilene e ballate per bambini, Torino, Einaudi, Torino, 1986
- C'è gatto e gatto. Poesie e storie per i bambini (e i grandi) che vogliono bene ai gatti, Illustrazioni di Aldo, Pinin e Mauro Carpi, Torino, Einaudi, Torino, 1988
- Oggi è un giorno tutto da giocare. Poesie, cantilene, filastrocche e ballate per i bambini, Illustrazioni di Desideria Guicciardini e dell'autore, Casale Monferrato, Edizioni Piemme "Il battello a vapore", 2005